# Palniella virididorsata
Palniella virididorsata is een hooiwagen uit de familie Sclerosomatidae.